# George Hall, 1. Viscount Hall

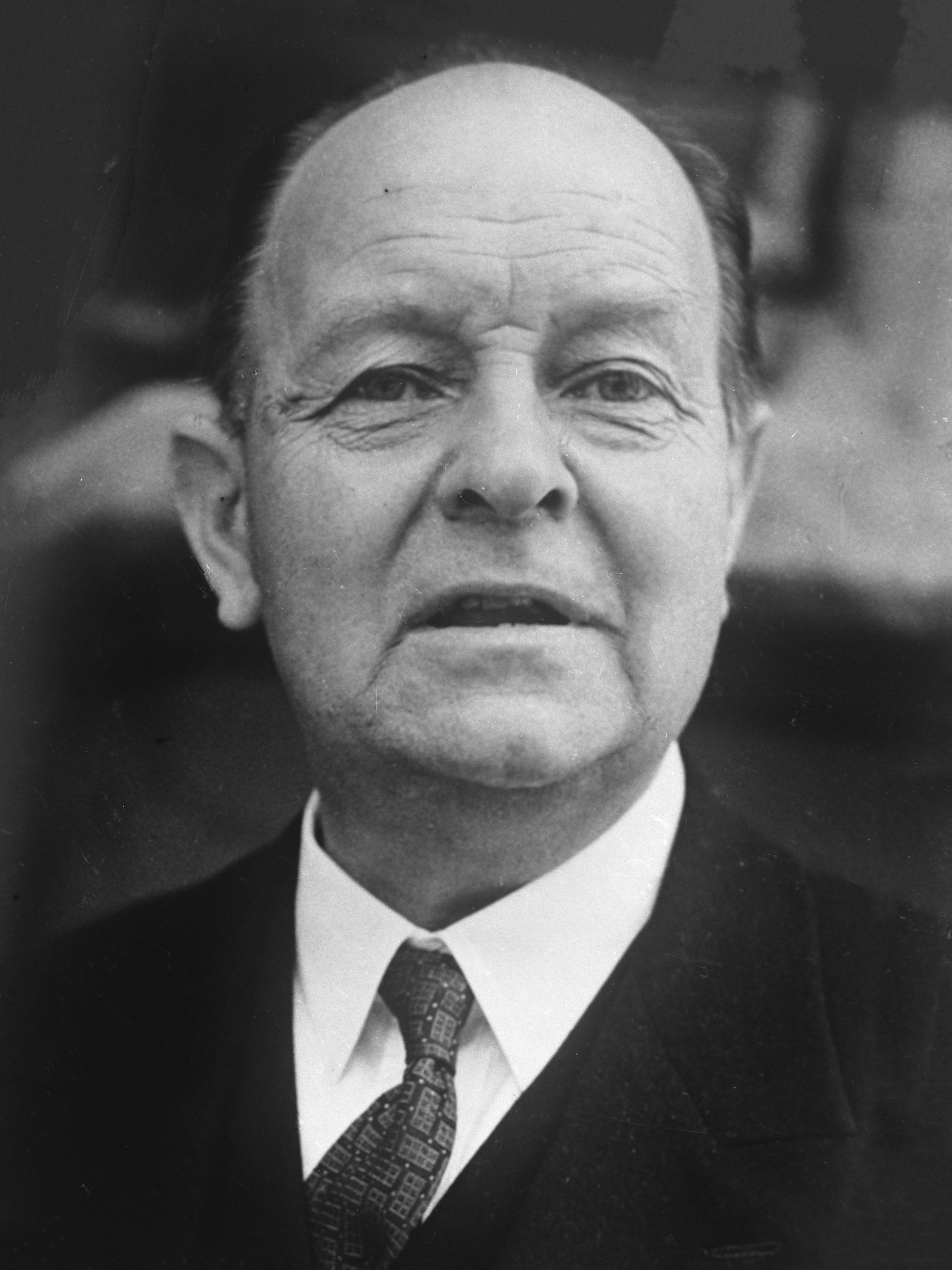
George Henry Hall, 1. Viscount Hall

George Henry Hall, 1. Viscount Hall PC (* 31. Dezember 1881 in Penrhiwceiber, Glamorgan; † 8. November 1965 in Leicester, Leicestershire) war ein britischer Politiker der Labour Party, der zwischen 1922 und 1946 Mitglied des House of Commons war und zwischen 1945 und 1946 zunächst Kolonialminister sowie danach von 1946 bis 1951 als Erster Lord der Admiralität Lord High Admiral im Kabinett von Premierminister Clement Attlee war. 1946 wurde er als Viscount Hall in den erblichen Adelsstand erhoben und gehörte damit bis zu seinem Tod dem House of Lords als Mitglied an.

## Leben

### Bergarbeiter, Unterhausabgeordneter und Juniorminister
Hall besuchte bis 1893 die Schule und arbeitete anschließend als Bergarbeiter im Bergwerk von Penrikyber. 1911 wurde er Waagenkontrolleur und ermittelte durch die Menge an geförderter Steinkohle den Lohn der Bergarbeiter. Einige Zeit später wurde er Aufseher der Waagen im Bezirk der Gewerkschaft South Wales Miners’ Federation (SWMF).
Bei den Wahlen vom 15. November 1922 wurde er als Kandidat der Labour Party erstmals zum Mitglied des House of Commons gewählt und vertrat in diesem bis zum 28. November 1946 den Wahlkreis Merthyr Tydfil Aberdare. Am 7. Juni 1929 wurde er von Premierminister Ramsay MacDonald zum Zivilen Lord der Admiralität (Civil Lord of the Admiralty) ernannt und übte dieses Amt bis zum 24. August 1931 aus. Während des Zweiten Weltkrieges bekleidete er im Kriegskabinett von Winston Churchill zunächst vom 12. Mai 1940 bis zum 4. Februar 1942 das Amt als Unterstaatssekretär im Kolonialministerium (Under-Secretary of State for the Colonies). Danach war er zwischen dem 4. Februar 1942 und dem 25. September 1943 Finanzsekretär der Admiralität (Financial Secretary to the Admiralty) und wurde als solcher auch 1942 Mitglied des Privy Council (PC). Zuletzt bekleidete er vom 25. September 1943 bis zum 26. Mai 1945 das Amt des Parlamentarischen Unterstaatssekretärs im Außenministerium (Parliamentary Under-Secretary of State for Foreign Affairs).

### Minister und Oberhausmitglied
Nach dem Sieg der Labour Party bei den Wahlen vom 5. Juli 1945 wurde Hall von Premierminister Clement Attlee am 3. August 1945 zum Kolonialminister (Secretary of State for the Colonies) in dessen Kabinett berufen und übte diese Funktion bis zum 4. Oktober 1946 aus. Im Rahmen einer Kabinettsumbildung übernahm er am 4. Oktober 1946 von A. V. Alexander das Amt des Ersten Lord der Admiralität. Er bekleidete damit auch das Amt des Lord High Admiral und war damit einer der Great Officers of State. Sein Nachfolger als Kolonialminister wurde daraufhin am 4. Oktober 1946 Arthur Creech Jones.
Durch ein Letters Patent vom 28. Oktober 1946 wurde Hall als Viscount Hall, of Cynon Valley in the County of Glamorgan, in den erblichen Adelsstand der Peerage of the United Kingdom erhoben. Dadurch wurde er Mitglied des House of Lords, dem er bis zu seinem Tod am 8. November 1965 angehörte.
Nach seinem Tod erbte sein Sohn William George Leonard Hall den Viscounttitel.